# Codi ATC P03
El  codi ATC P03, descrit com Ectoparasiticides, incl. escabicides, insecticides i repel·lents, és una subgrup terapèutic de l'Anatomical, Therapeutic, Chemical Classification System (ATC). La classificació ATC és un sistema de codis alfanumèric desenvolupat per l'Organització Mundial de la Salut (OMS) per als fàrmacs i altres productes sanitaris. El subgrup P03 és part del grup anatòmic P Productes antiparasitaris, insecticides i repel·lents.

Els codis per a ús veterinari (codis ATCvet) poden han estat creats afegint la lletra Q davant dels codis ATC humans: QP03... 
Les adaptacions estatals de la classificació ATC poden incloure codis addicionals no presents en aquesta llista, que segueix la versió de l'OMS.

## P03A Ectoparasiticides, incl. escabicides
P03A A Productes que contenen sofre
P03A B Productes que conté clor
P03A C Piretrines, incl. composts sintètics
P03A X Altres ectoparasiticides, incl. escabicides

## P03B Insecticides i repel·lents
P03B A Piretrines
P03B X Altres insecticides i repel·lents